# Brent Corrigan

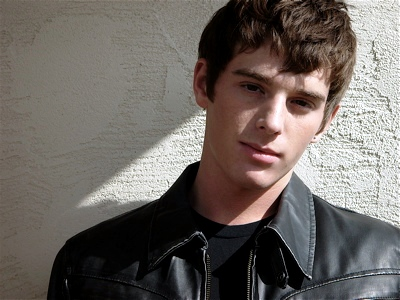
Sean Lockhart (2007)

Sean Paul Lockhart (* 31. Oktober 1986 in Lewiston, Idaho) ist ein US-amerikanisches Model, Schauspieler und homosexueller Pornostar. Er tritt vor allem unter den Pseudonymen Brent Corrigan und Fox Ryder auf.

## Leben
Corrigan begann seine Karriere im Jahre 2004 bei Cobra Video. Im Jahr 2005 gab Corrigan im Rahmen von Streitigkeiten mit dem Cobra-Produzenten Bryan Kocis an, bei den Dreharbeiten zu seinen ersten Porno-Filmen erst 17 Jahre alt und damit minderjährig gewesen zu sein, was Kocis auch bekannt gewesen sei. Die Filme wurden daraufhin vom Markt genommen. In seinen Filmen übernahm Brent Corrigan fast immer die „passive“ Rolle, war jedoch in dem von Falcon Studios produzierten Pornofilm The Velvet Mafia auch als „Top“ zu sehen. Inzwischen arbeitet er auch als Regisseur und Produzent für seine eigene Produktionsfirma Prodigy Pictures.
2008 hatte er Cameo-Auftritte in der Komödie Another Gay Sequel: Gays Gone Wild!, der Fortsetzung von Another Gay Movie, und der Filmbiografie Milk von Gus Van Sant.
2016 wurde der Film King Cobra gedreht, mit Molly Ringwald, Christian Slater und James Franco in den Hauptrollen, der vor allem das Pornoleben von Kocis und Brent Corrigan aufarbeitete.

## Auszeichnungen
GayVN Awards 2009:
- Best Bottom
- Best Pro/Am Film: Brent Corrigan's Summit, Dirty Bird Pictures/Prodigy Pictures
- Best Twink Film: Just the Sex 1 & 2, Dirty Bird Pictures/Prodigy Pictures

GayVN Awards 2010:
- Best Amateur/Pro-Am Release: Brent Corrigan's Big Easy, Dirty Bird Pictures/Prodigy Pictures
- Best Porn Star Site: BrentEverett.com
- Web Performer of the Year
- Best Bottom
- Overall Fan Favorite

GayVN Awards 2018:
- Bester Schauspieler: Ultra Fan, NakedSword/Falcon